# کونیگسفلد (مکلنبورگ-فورپومرن)
کونیگسفلد (به آلمانی: Königsfeld) یک شهر در آلمان است که در نوردوست‌مکلنبورگ واقع شده‌است. کونیگسفلد ۴۰۰ نفر جمعیت دارد.